# Lovefoxxx
Lovefoxxx（本名为：Luísa Hanae Matsushita，1983年2月25日—），是巴西独立电音乐队Cansei de Ser Sexy的主唱。

## 历史
Lovefoxxx 生于 巴西坎皮纳斯。她是德裔、葡萄牙裔、日裔混血。 2000年Lovefoxxx16岁，她开始做插画师和时装设计助理的工作。但后来她放弃了这些专业，而更专注于她的音乐事业。Lovefoxx 说过她父亲鼓励她去选择能让自己更快乐的事业，并告诉她当自己不喜欢自己的事业时就不值得再去做它。她说她父亲的话让她在看清时装业中太多人只注重噱头而不深挖细节时毅然离去。